# Josep Maria Sert
Josep Maria Sert i Badia (ʒuˈzɛb məˈɾi.ə ˈsɛrt) (21. prosince 1874 Barcelona – 27. listopadu 1945 Barcelona) byl španělský (katalánský) umělec a tvůrce nástěnných maleb, který se proslavil zejména svými monochromními malbami prováděnými často v černé a zlaté. Byl přítelem Salvadora Dalího. Je pohřben v katedrále katalánského města Vic.